# Hongdae-ap

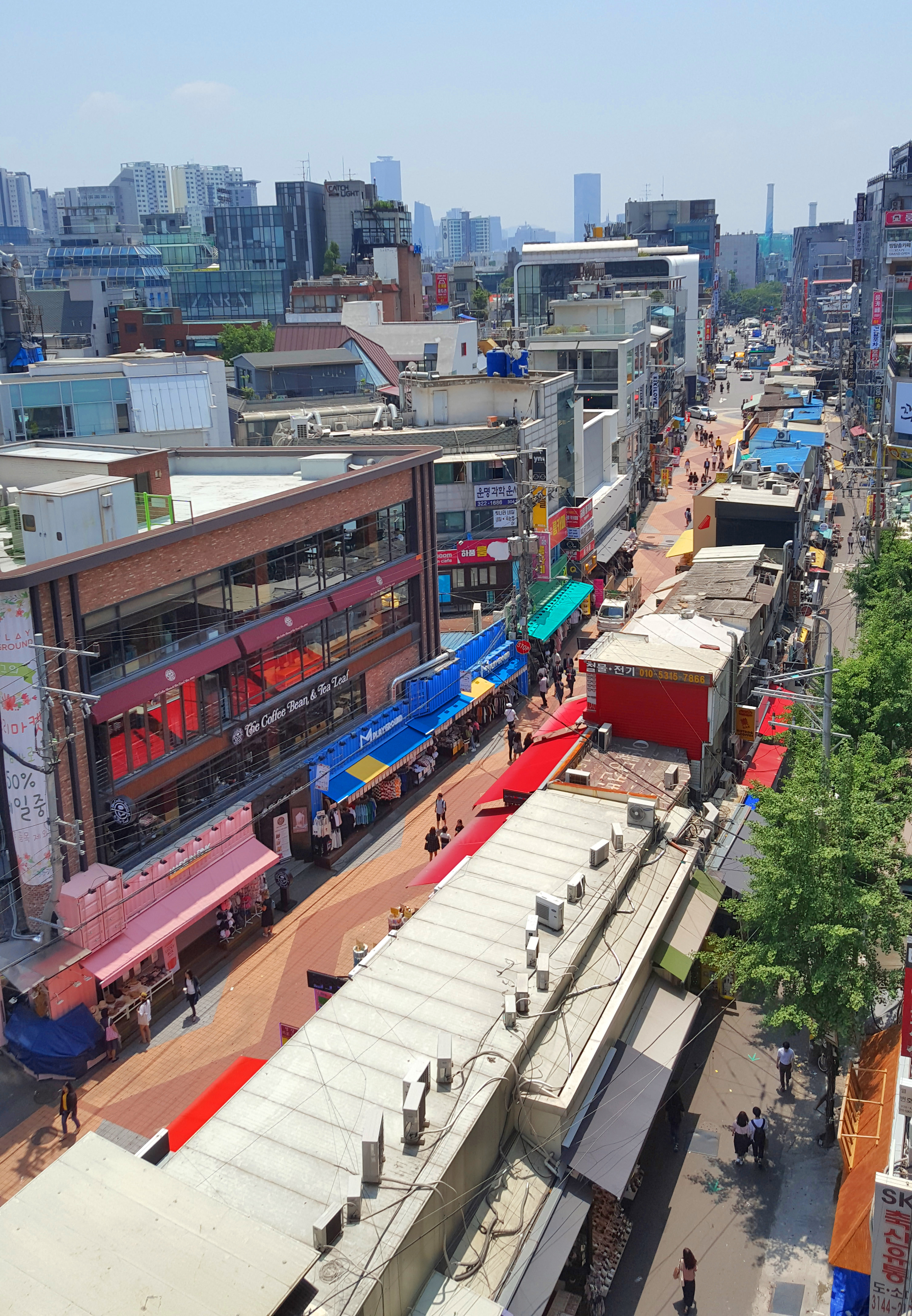
Oulmadang-ro im Hongdae-ap-Viertel

Hongdae-ap (koreanisch 홍대압) ist ein lebhaftes Stadtviertel der Kunst- und Kulturszene in der unmittelbaren Nähe der Hongik-Universität (홍익대학교) in Seoul, der Hauptstadt von Südkorea.

## Namensherkunft
Der Name des Viertels hat sich aus den drei Silben „홍“ für die erste Silbe des Namens der Universität, „대“ für Uni und „압“ für vor, was dann zusammengesetzt so viel bedeutet wie „vor der Hongik-Uni“.

## Geographie
Hongdae-ap erstreckt sich vor dem Haupteingang der Hongik-Universität, die sich im Stadtbezirk Mapo-gu (마포구) befindet, in westlicher Richtung. Das Viertel ist über die Seouler U-Bahn-Linie 2 zu erreichen, die einen Haltepunkt an dem Haupteingang zur Hongik-Universität hat. Über den Ausgang Nummer 9 ist die Walkable Street zu erreichen, die heute als Flaniermeile des Viertels gilt.

## Geschichte
Die Bildung der Identität des Viertels als Raum für Kunst und Kultur ist auf die Kunststudenten der Hongik-Universität zurückzuführen, die, nachdem 1961 die Fakultät für Kunst an der Universität gegründet wurde, das Viertel vor der Universität maßgeblich beeinflussen. Absolventen blieben nach ihrem Abschluss oft in dem Viertel, das ihnen preiswerten Wohnraum und Raum zum künstlerischen Arbeiten bot. In eingerichteten einfachen Studios kamen Künstler zusammen, diskutierten, tranken und entwickelten neue Ideen, Perspektiven und tauschten sich aus. In Tradition dieser Studio-Kultur entwickelten sich die späteren Clubs und Cafés.
Der Begriff Hongdae-ap wurde bis zu den 1980er Jahren lediglich für den Bereich von vor der Hongik-Universität bis zur Picasso-Straße verwendet, wo sich vornehmlich Läden für den Künstlerbedarf befanden. Ab Mitte der 1990er Jahr entwickelte sich das Viertel weiter und fing an zu expandieren. Mit der Ausrichtung der Olympischen Spiele im Sommer 1988 begann eine Entwicklung der Liberalisierung im Land, und während sich südlich des Hangang (한강, Fluss) Konsumviertel entwickelten, nutzten nördlich des Hangang junge aufstrebende Künstler die Freiheiten zur Entwicklung einer lebhaften Kunstszene und gingen mit ihrer Kunst auch auf die Straße. Als Beispiel hierfür ist die Hongdae Street Art aus dem Jahr 1993 zu nennen, die erste Straßenausstellung in dem Viertel, das von der Studentenvereinigung der Universität organisiert wurde, auch als Gegenentwicklung zur Konsumkultur, die in das Viertel einzusickern drohte.
Parallel zur Entwicklung der Kunstszene des Viertels gewann die Musikszene mit ihrer dem Mainstream entgegengesetzten „alternativen“ Musik mehr an Bedeutung und wurde zur kulturbestimmenden Kraft im Viertel.
Nach der Jahrtausendwende gab es mit der Ausrichtung der Fußball-Weltmeisterschaft 2002 in Südkorea einen weiteren Schub in dem Viertel. Die Gestaltung des Free Market auf dem Spielplatz der Universität gegenüber gilt hier als Beispiel. Tagsüber als Spielplatz genutzt, entwickelt sich abends der Ort zu einem kulturellen Treffpunkt für junge Leute. Auch die sich entwickelnde Busking-Kultur mit Straßenmusik prägte das Viertel weiter und in den Musikclubs spielt die Musik am Wochenende bis zum Morgengrauen.
War früher das Viertel überwiegend in den Abendstunden belebt, herrscht seit etwa 2005 auch tagsüber ein reges Treiben in den zahlreichen Straßen des Viertels. Heute umfasst das als Hongdae-ap bezeichnete Gebiet das Stadtviertel Seogyo-dong (서교동) und Teile der Stadtviertel Sangsu-dong (상수동), Hapjeong-dong (합정동), Donggyo-dong (동교동), Yeonnam-dong (연남동) und Mangwon-dong (망원동).

## Charakteristik
Hongdae ist für sein ausgelassenes studentisches Nachtleben bekannt. In den Karaokebars und Tanzclubs werden Techno, Hip-Hop und Live-Rockmusik gespielt. Beliebte Aktivitäten sind darüber hinaus das Spielen von Computerspielen, das Spazieren entlang der Wandbilder in der Picasso Street und das Anschauen der K-Pop-Tanzeinlagen und Gitarrensoli von Straßenkünstlern. In dem Viertel gibt es unabhängige Modeläden, ausgefallene Cafés, gemütliche Bars sowie Restaurants, in denen frittiertes Hähnchen und Kimchi-Eintopf auf der Karte stehen.